# Walther von Moßner
Walther Reinhold Moßner, sau năm 1890 là von Moßner, còn gọi là Mossner  (19 tháng 2 năm 1846 tại Berlin – 20 tháng 4 năm 1932 tại Heidelberg) là một sĩ quan quân đội Phổ, đã được thăng đến cấp bậc Thượng tướng Kỵ binh. Ông từng được xem là một kỵ binh xuất sắc của Phổ, đã thể hiện khả năng chiến đấu của mình trong cuộc Chiến tranh Áo-Phổ và cuộc Chiến tranh Pháp-Đức.

## Tiểu sử
Walther là con trai của chủ ngân hàng người Do Thái Jakob Wilhelm Mossner, địa chủ (Gutsherr) của Ulbersdorf (Landkreis Oels), và bà Henriette Cäcilie Riese. Vào ngày 26 tháng 6 năm 1846, Moßner được rửa tội trong Nhà thờ Phúc Âm Nhà thờ Thánh Nikolai.
Trong cơn bão cách mạng ở Đức vào tháng 3 năm 1848 khi mà Vương thân Wilhelm bị tố cao là "phản động", "chuyên chế" và bị buộc phải rời khỏi kinh đô Berlin, ông Jakob đã từng giúp đỡ tận tình cho Wilhelm. Sau này vua Wilhelm I không bao giờ quên ơn ông. Hai năm sau khi lên kế ngôi năm 1861, trong một cuộc gặp gỡ với Jakob, khi vua tỏ ý muốn giúp Jakob nếu như ông một nguyện vọng nào đó, người chủ ngân hàng trả lời rằng ông có một cậu con trai giỏi cưỡi ngựa và khát khao gia nhập lực lượng kỵ binh. Nhà vua vui vẻ, hứa hẹn sẽ cho chàng trai 18 tuổi Walther gia nhập trung đoàn của mình, đó là Trung đoàn Khinh kỵ binh của Đức vua. Sau khi nhập ngũ trong trung đoàn này ở Bonn vào năm 1865, người lính kỵ binh Walther không được đón nhận nồng nhiệt. Ông có nguồn gốc Do Thái, và đội ngũ sĩ quan của trung đoàn không muốn bầu ông làm một thành viên trong số họ. Và một tình huống độc đáo đã diễn ra, trong đó Wilhelm I buộc giới sĩ quan phải đón nhận một thiếu sinh quân mà họ không ưng ý. Thông qua viên trung đoàn trưởng, Wilhelm I cho các sĩ quan trung đoàn biết rằng vua sẽ coi sự khinh suất đối với Walther là một sự lăng mạ cá nhân. Các sĩ quan không còn dám chống đối nữa, và sau khi được đề cử làm sĩ quan, Mossner đã tiến hành cuộc giao phong đầu tiên với Vương công Karl Carolath, một sĩ quan bài Do Thái đã phản đối quyết liệt việc Mossner gia nhập Trung đoàn Khinh kỵ. Với một đòn giáng mạnh mẽ bằng kiếm lưỡi cong vào đầu, ông đã gây cho Carolath chấn thương nặng và ngay lập tức được những người đồng cấp của mình nể phục (Karh Carolath được biết đến vì là chồng của Nữ Bá tước xinh đẹp Elisabeth Hatzfeld về sau này). Các cuộc giao đấu khác đã xảy ra sau đó.
Được phong quân hàm Trung úy vào tháng 2 năm 1866, ông đã tham chiến trong cuộc Chiến tranh Áo-Phổ và lòng dũng cảm của ông trên chiến trường, đặc biệt là trong trận đánh quyết định tại Königgrätz-Sadowa vào ngày 3 tháng 7 năm 1866, đã củng cố thanh thế của ông như một chiến binh và kỵ binh hàng đầu. Ông đã được tặng thưởng Huân chương Đại bàng Đỏ vì đóng góp của mình trong trận chiến này. Sau trận đánh, ông giữ chức sĩ quan phụ tá cấp trung đoàn kể từ năm 1867 cho đến năm 1872, và trong giai đoạn này ông đã thể hiện tài năng của mình trong cuộc Chiến tranh Pháp-Đức (1870 – 1871). Ông đã tự nguyện tham gia cuộc tấn công bằng kỵ binh vào ngày 19 tháng 1 năm 1871. Vào năm 1872, ông được bổ nhiệm vào Bộ Tổng tham mưu, vào năm 1875 ông được thăng quân hàm đại úy. Vào năm 1877, ông được ủy nhiệm làm sĩ quan tham mưu trong Trung đoàn Khinh kỵ binh Cận vệ (tại Potsdam), chỉ huy một đội kỵ binh trong trung đoàn này. Với cấp bậc Thiếu tá, ông đã được liệt vào hàng khanh tướng vào ngày 27 tháng 1 năm 1890 tại kinh đô Berlin. Vào năm 1892, ông được Đức hoàng Wilhelm II bổ nhiệm làm sĩ quan hầu cận của Hoàng đế. Kể từ năm 1896 cho đến năm 1898, ông là lữ đoàn trưởng của Lữ đoàn Kỵ binh số 3. Vào năm 1903, ông lãnh chức Thống đốc thành phố Straßburg, sang năm sau ông được phong cấp Thiếu tướng và Tư lệnh của Sư đoàn Kỵ binh Cận vệ.
Vào năm 1910, Moßner nghỉ hưu và được trao tặng Huân chương Công lao của Vương triều Phổ (Verdienstorden der Preußischen Krone) . Vì những cống hiến của mình, Moßner đã được phong tước hiệu danh dự à la suite của Trung đoàn Khinh kỵ binh Cận vệ. Ngoài ra, vào năm 1911, ông được Đức hoàng bổ nhiệm làm thành viên của Viện thứ nhất trong Nghị viện lãnh thổ Đế chế Elsaß-Lothringen.
Moßner đã kết hôn lần đầu tiên vào ngày 17 tháng 3 năm 1877 tại khu quân sự Phúc Âm ở Bonn với Meta Giebert (21 tháng 5 năm 1856 tại Fray Bentos, Argentina khi đó – 13 tháng 8 năm 1882 tại Gmunden, Salzkammergut). Cuộc hôn nhân này đã mang lại cho họ một người con gái là Henriette, người đã kết hôn với Giáo sư, Tiến sĩ Ernst Levy von Halle, và một người con trai là Robert. Vào ngày 12 tháng 12 năm 1883, Moßner đã tái giá tại Sondershausen (Thüringen) với Anna von Wolffersdorff (12 tháng 4 năm 1859 ở Sondershausen – 21 tháng 11 năm 1907 ở Straßburg, AlsaceElsass), con gái của viên thị thần và Hofjägermeisters của Công quốc Schwarzburg-Sondershausenschen là Adolf von Wolffersdorff và bà Liddy Rath. Cuộc hôn nhân này mang lại cho ông những người con Elisabeth, Ernst - ông vào trại tập trung Buchenwald năm 1944 - và Anna.

## Phong thưởng
- Huân chương Công trạng của Vương triều Phổ [6]
- Đại Thập tự của Huân chương Đại bàng Đỏ với Bó sồi và Thanh kiếm với Thanh kiếm trên Chiếc nhẫn [6]
- Huân chương Vương miện hạng nhất [6]
- Ngôi sao của Chỉ huy Huân chương Hoàng gia Hohenzollern [6]
- Huân chương Thập tự Sắt (1870) hạng nhất và hạng nhì [6]
- Giải thưởng phục vụ của Phổ (Preußisches Dienstauszeichnungskreuz) [6]
- Huân chương Chiến công hạng nhì của Bayern [6]
- Đại Thập tự của Huân chương Greifen [6]
- Đại Thập tự của Huân chương Albrecht với Ngôi sao vàng [6]
- Thập tự danh dự Huân chương Gia tộc Lippischen hạng nhì [6]
- Thập tự hiệp sĩ danh dự của Huân chương Vương miện Württemberg [6]
- Chỉ huy Huân chương Friedrich hạng nhì [6]
- Đại Thập tự của Huân chương Leopold (Bỉ) [6]
- Đại Sĩ quan của Huân chương Mặt trời mọc (Nhật Bản [6]
- Chỉ huy Huân chương Thánh Mauritius và Lazarus [6]
- Đại Thập tự của Huân chương Vương miện Ý [6]
- Đại Thập tự của Huân chương Franz Joseph [6]
- Huân chương Mecidiye hạng nhì [6]